# Родионовский институт благородных девиц
Казанский Родионовский институт благородных девиц — российское женское образовательное учреждение в городе Казани, функционировавшее с 1841 по 1918 год.

## История

### Основание
Основательница Казанского Родионовского Института — благотворительница Анна Николаевна Родионова, урождённая Нестерова (подробности о создании института — см. в статье о ней). 
Строительство здания велось с 1838 по 1842 год по проекту архитекторов М. П. Коринфского, Ф. И. Петонди, А. И. Песке. Институт был открыт в 1841 году. По указанию императора Николая I институт официально назывался Родионовским.

### Функционирование
Согласно уставу, в институт принимались девочки из семей дворян, духовенства, купцов 1- и 2-й гильдии в возрасте от 8 до 13 лет. Для поступления необходимо было уметь читать и писать по-русски и знать первые четыре правила арифметики. Обучение производилось в трёх классах, по два года в каждом. Срок обучения сначала составлял три года, затем — шесть, с 1862 года — восемь, а с 1911-го — десять лет. 

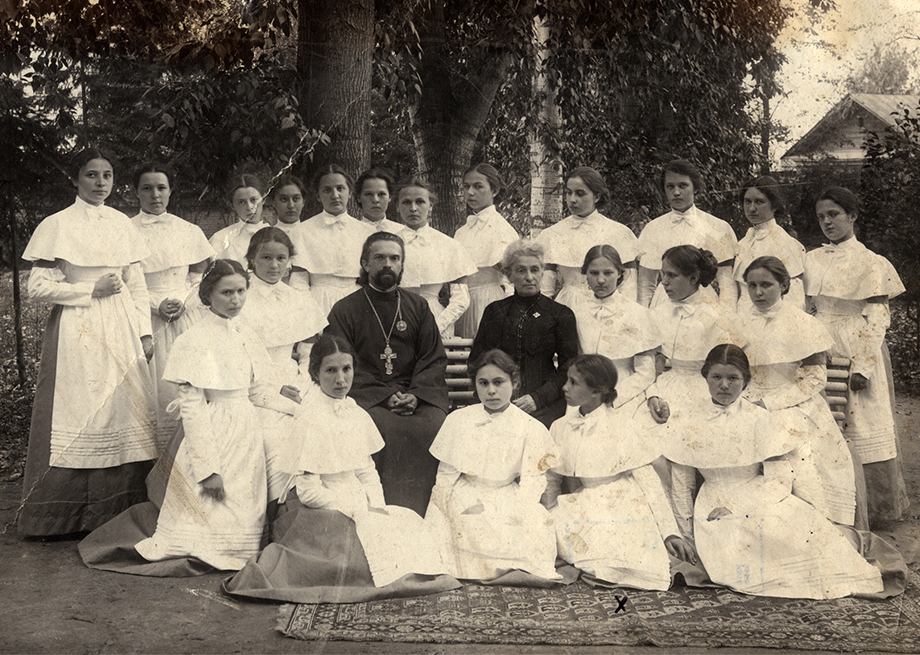
Казанский Родионовский институт благородных девиц. Выпуск 1913/14 гг.

Программа обучения включала в себя Закон Божий, русский язык и литературу, французский и немецкий языки, арифметику, географию, историю, рисование, музыку, рукоделие и имело своей целью дать всестороннее образование. Родионовский институт благородных девиц был закрытым учебным заведением со спартанскими условиями проживания. Воспитанницы проводили в институте всё время. Даже летом они не разъезжались по домам на каникулы. Занятия проводились с девяти утра до шести часов вечера, за исключением воскресений.
Родионовский институт посещали особы царствующего дома, в том числе император Александр II и великий князь Александр Александрович — будущий император Александр III.
В течение первых двадцати лет институт возглавляла Елена Дмитриевна Загоскина, одна из просвещённейших женщин Казани, о которой многие известные люди отзывались с уважением. Среди её знакомых писатель Пётр Дмитриевич Боборыкин, композитор Милий Алексеевич Балакирев, писатель Лев Николаевич Толстой.
Среди выпускниц института было немало известных женщин. В 1863—1869 годах здесь училась Вера Фигнер, известная деятельница революционного народнического движения. Училась блестяще: в 1869 году окончила институт первой ученицей и получила «золотой» шарф с вензелями начальных букв своего имени — знак отличия, вручаемый лучшим воспитанницам. Родионовский институт окончили также сестра Веры Лидия Фигнер, сестра Льва Толстого Мария. В 1871 году успешно окончила институт Екатерина Дыхова.
17 марта 1882 года место начальницы Казанского Родионовского института благородных девиц получила Софья Васильевна Энгельгардт-Ланская, но уже 16 декабря 1883 года она умерла. Тем не менее, согласно «РБСП», новая начальница «значительно улучшила вверенное ей заведение во всех отношениях».

### Судьба здания
В 1918 году институт был закрыт. Далее в этом здании располагались Первая показательная школа-коммуна имени Карла Маркса, где на полном государственном обеспечении обучались дети погибших красноармейцев, жертв белогвардейского террора, а также многодетных рабочих. Затем в здании был Восточно-педагогический институт (до 1931 г.), Татарский педагогический институт (1931—1934), Казанский педагогический институт (1934—1941). В 1933—1936 годах был пристроен третий этаж по проекту архитектора П. Н. Ашмарина. В 1941 году здесь был развёрнут военный госпиталь, а с 1944 года до настоящего времени располагается Казанское суворовское военное училище.